# Antonio de Arriaga
Antonio Juan de Arriaga y Gurbista (Lezama, 23 de junio de 1727 - Tungasuca, 10 de noviembre de 1780) fue un gobernador interino del Tucumán de 1776 a 1780. Ante la muerte del cacique Paykín, tuvo la tarea de continuar las negociaciones y tratados de paz con las tribus aborígenes del Chaco. Luego de reuniones con los cabildos y vecinos de la gobernación, se acordó continuar en paz y cooperando mutuamente con los indígenas.
Formó parte de la Junta Reduccional creada por el virrey del Río de la Plata, Pedro de Cevallos, con el objetivo de formar y organizar las misiones pactadas con los líderes indígenas. En lo que respecta a poblamiento y refuerzo de las fronteras de la gobernación, Arriaga visitó fuertes y reducciones a cargo de franciscanos. Dispuso medidas para consolidar y reforzar los mismos.
Llegó a ser muy odiado por los indígenas por los impuestos que cobraba. Murió ajusticiado por la rebelión de Túpac Amaru II. Tras ser ahorcado, su cuerpo fue enterrado en la Iglesia de Tinta, con la asistencia del mismo Túpac Amaru.
Sin embargo, también tuvo partidarios, por ejemplo, el cacique Sinanyuca, un Protector de indios, quien no entendía como el corregidor, una persona que había velado por los indios de Yauri (en oposición a los abusos de poder que realizaban algunos curas, como los del obispo Moscoso) había sido ejecutado tan intempestivamente por un aparente mandato del rey y con supuesta aprobación de la Real Audiencia de Lima. Para Sinanyuca el corregidor era un "mártir", y con mucha tristeza temía por su pueblo y por su propia familia, ya que ahora sin la protección de su amigo Arriaga estaba a merced de los sacerdotes del Cuzco.

"La intempestiva y funesta muerte del señor general Don Antonio Arriaga es para mí otra muerte de mayor dolor; la pena y pesadumbre no sé cómo ponderarlo. Dios se sirva con todo y que lo reciba en su eterno descanso. La causa no he podido saber con individualidad. Usted no deje de comunicármelo. Con este subsidio estoy acabandome de cuidados y más acobardandome. Que el cura se conjuraba hacerme ahorcar y por favor a Valdivia ya se vé que por ningún camino hay merito para aquel intento depravado que pudiera facilitarlo, valiéndose de su ardiente y voraz pluma, como juramentero que sin asco, ni temor a Dios recela agraviarlo a ninguno, como es público y notorio, en cuyo supuesto me dan varios amigos.  [...] Las disposiciones de aquel sacerdote, independientemente de su excesos antecedentes, me dicen que son los más ardientes y todo agarrándose del leal vasallo, y que el movimiento de este pueblo hasta echarlo fue un influjo mio por ocultar la usurpación que me sindica, lo cual iba clara y abiertamente en los padrones que exhibi sin excreparme en un punto, ni menos ocultación de indios. [...] Con la muerte del señor general Arriaga, ese cura hará cuánto gustase y quisiese con nosotros, como aquí nos está persiguiendo y estamos esperando que repita descomulgarlo al pueblo y consumir las especies sacramentales que cuando ya hubiera estado, si no lo embaraza el finado. [...] Porque me veo afligido y con sobresaltos a todas horas por ese vengativo sacerdote que no halló delito antes si, soy fiel y leal vasallo a nuestro soberano como tal le he servido con veneración y pureza, cumpliendo su real servicio. Si he puesto defensa por la miserable gente de las atrocidades y tiranías de este cura ha sido en fuerza de mi obligación, no sé cuál sea el delito que se me ha de justificar. Es cierto que el perjuro y blasfemo tiene toda una legión para maquinar y acriminar. [...]".
Dn. Eugenio Canatopa Sinanyuca

## Relación con José Gabriel Condorcanqui
El cacique Don José Gabriel Túpac Amaru y el corregidor Don Antonio de Arriaga Gurbista llegaron a conocerse en persona a mediados de 1779, cuando Arriaga llegó al Corregimiento de Tinta. José Gabriel se llevaba muy bien con su supervisor, Idelfonso de Mendieta, a pesar de que el delegado de Arriaga tenía fama de abusivo, gandul y de quitarle los bienes a los indios de manera arbitraria.

"y sabe que al dicho Arriaga lo han tenido por muy perjuicioso y negligente en su labor con que impunemente despojaba a los miserables indios del fruto de su trabajo, amparándose en su dignidad de corregidor".
Manuel Moscoso a Areche, 1780

El encuentro entre Condorcanqui y Arriaga fue cordial y ameno, sin presentarse incidentes, dejándose de lado las habladurías que señalaban a Arriaga como alguien tiránico, arrogante e irascible. Condorcanqui lo consideró en un inicio como un reformista y una buena persona, además de que tenía mucho en común con sus pensamientos, sobre todo porque Arriaga se mostraba como alguien que estaba en contra de los abusos contra los indios, sobre todo por parte de miembros de la Iglesia Católica.
La amistad de los 2 se produjo cuando Arriaga fue a pagarle una deuda mayor a 8000 pesos que Condorcanqui tenía en Lima. En los próximos meses, Condorcanqui correspondió el favor a Arriaga con el envío de alimentos de su cosecha, junto a otros regalos, así como pagarle deudas que el corregidor poseía con los comerciantes locales. Ambos se reunían y compartían almuerzos frecuentemente, al grado de considerarse compadres. Por ejemplo, Arriaga se ofreció para ser padrino de confirmación de Mariano Túpac Amaru, así como su protector. La amistad entre ambos se hacía más fuerte al paso del tiempo. Hacia inicios de 1780, el cacique Condorcanqui llegó a pedirle a Arriaga un préstamo de 2000 pesos con tal de prestárselos al arcediano Jiménez Villalba, siendo concedido por el corregidor. Hasta ese entonces, Condorcanqui no hacía mayor queja de la avaricia de Arriaga, de la cual era plenamente consciente.
Pero las cosas cambiarían en abril y mayo de 1780, cuando se dio la primera fricción entre ellos, ya que Arriaga le propondría a Condorcanqui que sea partícipe en el negocio de los repartos de mercancías, por el que este (Condorcanqui) tan solo debía controlar a los indios y callar si se presentaban quejas en ellos, para así ser retribuido por su complicidad con una porción de las ganancias que se obtendrían. El corregidor Arriaga únicamente tenía permiso para vender mercancías a un valor aproximado de 112000 pesos, sin embargo el quería ganar a valores más grandes, lo cual era ilegal. Túpac Amaru se negaría a formar parte de tal negocio y aquello esfumaría la amistad que había desarrollado con Arriaga.
Durante los próximos meses Condorcanqui atendería las quejas de los indios de sus parcialidades, los cuales se mostraban desesperados por cumplir con las mitas, tributos y los repartos, teniendo que trabajar mucho más de lo establecido. Aparte de ello, Condorcanqui le dio su respaldo a la Curia del Cuzco cuando la Iglesia entró en conflicto contra el corregidor Arriaga tras la rebelión que apareció en Yauri.
El choque final entre ambos, que destruiría de forma definitiva todo trato formal, se daría por octubre de 1780, durante un banquete entre las autoridades del corregimiento. Ahí, Arriaga exigió el recibo de los tributos anuales, pero Condorcanqui aún no logró recaudar lo correspondiente, por lo que Arriaga estallaría en furia e insultaría al cacique, dándole amenazas de que lo iba a exiliar o matar (junto a su familia), otorgándole un plazo de 1 día aproximadamente para tener la cuota. 

"Entonces Don Antonio Arriaga lo amenazó y le hizo saber que lo mataría."
F. Bustamante, 1782

"y que por el contrario no se havia resuelto ultimamente a su ejecución por la amenaza que le hizo Don Antonio Arriaga de ahorcarlo, sino le exibia dentro de un corto plazo el tercio de tributos que debía entregarle y la dependencia de su reparto, temiendose del genio violento de aquel corregidor que hiciese efectiva su amenaza. Esta violencia de genio del corregidor Arriaga se havia hecho notoria en toda la provincia."
Dr. F. Baesa, 1784

"¿Qué motivo tuvo su marido para haber muerto a su Corregidor, siendo su superior? responde: "que le dijo su marido de que el corregidor Arriaga quería ahorcar a Pedro Mendigure, y a su marido""
Mata Linares, 1781

Túpac Amaru se retiró, enojado y agraviado, hacia su cacicazgo esa misma noche. No volverían a verse sino hasta el almuerzo que tuvieron antes de la captura de Arriaga en noviembre de 1780.